# Patuha
Patuha je dlouhodobě nečinná (možná vyhaslá) sopka na indonéském ostrově Jáva. Vrchol převážně andezitového stratovulkánu je ukončený dvěma krátery. V tom jihovýchodním se nachází menší jezero a těží se v něm síra. Stáří sopky se odhaduje na pozdní pleistocén. Kdy došlo k poslední erupci, není známo.